# Allacta polygrapha
Allacta polygrapha är en kackerlacksart som först beskrevs av Walker, F. 1868.  Allacta polygrapha ingår i släktet Allacta och familjen småkackerlackor. Inga underarter finns listade i Catalogue of Life.